# Investigación educativa
Se entiende por investigación educativa a todas aquellas acciones de Investigación que tienen como fin esclarecer diversos aspectos del proceso de enseñanza-aprendizaje o intervenir en dicho proceso para optimizarlo. La investigación educativa se extiende al funcionamiento de las instituciones educativas, los métodos de enseñanza, el diseño curricular, los materiales y recursos educativos, las innovaciones introducidas y cualquiera otros aspectos relacionados con la educación, y responde a la necesidad de identificar, diagnosticar y generar acciones educativas eficaces. 
Los diversos métodos utilizados en la investigación educativa comparten las características de la búsqueda sistemática, dirigida y documentada. Pretende, de manera sistemática, dar respuesta a preguntas, explicación a fenómenos y solución a problemas educativos.  
Las metodologías a las que se recurre cuando se procede a realizar investigaciones educativas pueden ser cualitativas, cuantitativas o mixtas. En el caso de las investigaciones cualitativas, dentro de los métodos más usuales encontramos: la etnografía educativa, estudios de casos, las narraciones narrativo-biográficas, por ejemplo. Como también aproximaciones  emergentes como la sistematización de experiencias, las historias y relatos de vida, la cartografía social aplicada a la educación, la Investigación Acción Educativa o la cartografía social pedagógica.

## Finalidad de la investigación educativa
La investigación en educación tiene como fin estudiar la realidad educativa en cualquiera de sus manifestaciones concretas, tomando en cuenta sus características, funcionamiento y efectos, para obtener conclusiones, diagnósticos y valoraciones que ayuden tomar las decisiones más adecuadas o a realizar las modificaciones necesarias en el proceso.
La investigación educativa debe estar ligada a la acción cotidiana en los centros, a sus contextos y propias realidades; es por ello fundamental formar a los profesionales de la educación para su capacitación en actividades de investigación, que les permita reflexionar sobre su práctica educativa y mejorarla.

## Características de la investigación educativa
- Objetividad: tiene que ver con la calidad de los datos conseguidos por los procedimientos de análisis.
- Precisión: usa un lenguaje técnico, se emplea para no confundir al lector, sino para comunicar significados exactos.
- Verificación: es necesario diseñar y presentar un estudio que permita su verificación.
- Explicación detallada: intenta explicar las relaciones entre los fenómenos y reducir la explicación a afirmaciones sencillas.
- Empírica: la investigación se caracteriza por una postura y un enfoque basado en la experiencia real, y no en simples especulaciones.
- Razonamiento lógico: es un proceso que emplea reglas lógicas establecidas.
- Conclusiones provisionales, siempre sujetas a revisión.

## Proceso de investigación
El proceso de investigación en educación sigue distintas etapas, que pueden variar de acuerdo con el objeto investigado, la naturaleza del problema, el contexto y otros factores. Algunos de los elementos que pueden estar presentes en ese proceso son:
- Selección de un problema general: el problema define el área educativa en la que se centrará la investigación.
- Revisión de la bibliografía sobre el problema.
- Formulación del problema, objetivos o hipótesis de la investigación: requiere que el investigador decida si es más apropiada para la investigación la modalidad cuantitativa o cualitativa.
- Determinación del diseño y metodología: el investigador decide de qué sujetos se van a obtener los datos.
- Recogida de los datos: debe haber una muestra suficiente para que el estudio sea fiable, además aspectos éticos y legales con respecto a la recogida de datos y su análisis.
- Análisis de los datos y presentación de los resultados: normalmente se emplean las representaciones visuales gráficas como tablas estadísticas o diagramas integradores.
- Interpretación de los resultados y conclusiones respecto al problema: se toman decisiones sobre el formato apropiado del informe.

## Limitaciones de la investigación educativa
Algunas de las limitaciones que podemos encontrar en la investigación educativa son:
- Consideraciones legales y éticas.
- Carácter cambiante del objeto de estudio.
- Dificultades metodológicas.
- Complejidad de los problemas de investigación.

## Tipos de estudios en la investigación educativa
Entre los distintos tipos de estudios utilizados en investigación educativa, podemos nombrar:
- Estudios de campo.
- Estudios correlacionales.
- Estudios experimentales.
- Estudios de casos.
- Estudios transversales.
- Estudios longitudinales.

## Ética en la investigación educativa
Desde el punto de vista de la investigación, un acto ético es el que se ejerce de forma responsable, evitando el prejuicio a las personas. "Ser ético es parte de un proceso de planeación, tratamiento y evaluación inteligente y sensible, en el cual el investigador busca maximizar los buenos productos y minimizar el riesgo y el daño".  En este sentido, la investigación educativa puede considerarse como buena si las repercusiones producidas logran afectar positivamente a la práctica y se incrementa el conocimiento en la teoría educativa, siempre y cuando no se vean perjudicados los sujetos que participan en la investigación, bien sea como "objeto de estudio" o como parte de la muestra. 
El investigador educativo debe tener muy presente los códigos éticos inherentes a su actividad antes de llevar a cabo el desarrollo de su trabajo, para evitar cualquier conducta inadecuada en el progreso de la misma y para que los resultados sean un acto de creación pertinente con el contexto social en el que se desenvuelve la investigación.
Los códigos en investigación educativa son relativamente recientes, podemos nombrar el de la American Psychological Association (APA) del año 1940 y el código de la American Educational Research Association (AERA) del año 1992. El código de la AERA provee los principios, reglas y estándares éticos que cubren situaciones profesionales encontradas por los investigadores en educación. Como meta principal tiene el bienestar y protección de los individuos y grupos con los cuales los investigadores en educación trabajan.